# Distretto di San Pedro de Saño
Il distretto di San Pedro de Saño  è uno dei ventotto distretti della provincia di Huancayo, in Perù. Si trova nella regione di Junín e si estende su una superficie di 11,59  chilometri quadrati.